# 위대한 고대의 존재
위대한 고대의 존재들은 하워드 필립스 러브크래프트의 크툴루 신화에 등장하는 가상적인 존재들이다. 대체로 위대한 고대의 존재들은 외부신들만큼 강력하지도 않고 영향력도 그리 넓지 않으나 여러 인간 혹은 비인간 종족들의 사교에서 숭배된다.
| “ | 죽지 않는 그것은 영원히 존재하며 기묘한 영겁 속에서는 죽음마저 죽으리라. | ” |
|   | — 압둘 알하즈레드, 《네크로노미콘》                                      |   |

위대한 고대의 존재들은 강력하며, 거대한 크기의 고대의 생물들로 광인들의 사교에서, 혹은 신화의 다른 비인간 종족들의 사교에서 숭배된다. 위대한 고대의 존재들은 해저에, 땅 밑에, 혹은 다른 태양계에 가두어져 있는데 이들이 갇혀 있는 이유는 알려지지 않았으나 두가지 가설이 있다: 고대신들에 대한 반역으로 가두어졌거나, 그들의 의지로 우주에서 자신들을 봉인했거나.
첫번째 가설에 따르면 위대한 고대의 존재들은 한때 고대신들의 하인들이었으며, 알려지지 않은 어떤 죄를 짓고 우주의 여러 곳에 봉인되어 풀려나 복수를 할 때를 기다리고 있으며, 두 번째 가설에 따르면 이들은 스스로 얌전히 지내기를 선택한 것으로, 일부 동물들이 동면하듯 이들도 우주의 어느 순환 동안은 죽음과도 같은 잠 속에서 쉰다는 설명이다. 어느 쪽이든 위대한 고대의 존재들은 현재 어느 우주적 존재, 혹은 법칙에 의해 "별들이 제자리를 찾아" 깨어나게 될 때까지 봉인되어 있다.

### 목록
- 가타나토아(Ghatanothoa), 침탈자, 화산의 신
- 골-고로스(Gol-Goroth), 검은 돌의 신
- 그로스(Ghroth), 어둠을 걷는 자
- 글라키(Glaaki), 호수에 사는 자, 죽은 꿈의 왕
- 글룬(Gloon), 살을 더럽히는 자, 신전의 주인
- 기즈구스(Ghizguth)
- 뇨그타(Nyogtha), 존재해선 안될 것, 붉은 연옥에 출몰하는 자
- 눅(Nug)과 옙(Yeb), 불경스런 쌍둥이
- 데이곤(Dagon)
- 란-테고스(Rhan-Tegoth), 상아색 왕좌의 존재
- 로이고르(Lloigor) 별걸음쟁이
- 르림-샤이코스(Rlim-Shaikorth), 흰 벌레
- 만에 거주하는 자(Dweller in the Gulf)
- 모르디간(Mordiggian), 납골당의 신
- 므'나갈라(M'Nagalah), 위대한 게의 신
- 므노콰(Mnomquah)
- 바오흐트 주콰-모그(Baoht Z'uqqa-Mogg), 흑사병을 가져오는 자
- 밤을 갉아먹는 벌레(The Worm that Gnaws the Night), 샤가이(Shaggai)의 재앙
- 보르바도스(Vorvadoss), 모래의 고뇌, 저 너머의 어둠에서 기다리는 자
- 보크룩(Bokrug), 거대한 물 도마뱀, 사르나스의 공포
- 부그-샤슈(Bugg-Shash), 가라앉게 하는 자
- 불툼(Vulthoom), 갸르토테가(Gsarthotegga), 레이버모스(Ravermos)를 잠재우는 자
- 뷔아티스(Byatis), 버클리 두꺼비, 뱀 수염이 난 자
- 샤우그나 팡(Chaugnar Faugn), 고원으로부터의 공포, 섭취하는 자
- 샤이티(Saa’itii), 기관사
- 샤타크(Shathak)
- 샤토과(Tsathoggua), 응'카이에서 자는 자, 두꺼비 신, 조타콰(Zhothaqqua), 사다고와(Sadagowah)
- 슈드 므엘(Shudde M'ell), 위대한 크토니안
- 스파티클립(Sfaticlip)
- 아보스(Abhoth), 불결한 자, 불결함의 근원
- 아틀락-나카(Atlach-Nacha), 거미 신
- 아품-자(Aphoom-Zhah), 차가운 불, 극의 왕
- 어머니 히드라(Hydra, Mother)
- 에이호르트(Eihort), 창백한 괴수, 미궁의 신
- 오오른(Oorn)
- 오투예그(Othuyeg), 파멸걸음쟁이
- 오툼(Othuum)
- 요드(Iod), 빛나는 사냥꾼
- 이'골로냑(Y'Golonac), 불경하게 하는 자
- 이그(Yig), 뱀의 아버지
- 이드-야(Idh-Yaa)
- 이타콰(Ithaqua), 바람을 걷는 자, 웬딩고, 차갑고 흰 침묵의 신
- 이톡싸(Ythogtha), 더미 속에 있는 것
- 입-츠틀(Yibb-Tstll), 인내심 있는 자, 습지의 주시자
- 자르(Zhar)
- 조스-옴모그(Zoth-Ommog)
- 주샤콘(Zushakon), 오래된 밤
- 쥐스툴젬니(Zystulzhemgni), 벌레무리의 여왕
- 쥬크-샤브(Juk-Shabb), 예쿱(Yekub)의 신
- 즈빌포과(Zvilpoggua), 오싸다고와(Ossadagowah), 하늘의 악마
- 지올로쿼이그므느자흐(Hzioulquoigmnzhah)
- 콰칠 우타우스(Quachil Uttaus), 황혼걸음걸이
- 퀴아에가(Cya"egha)
- 퀴노토글뤼스(Cynothoglys), 장의사 신
- 크투가(Cthugha), 살아있는 불, 불타는 자
- 크툴루(Cthulhu), 잠자는 신, 르'리에의 지배자, 크툴후트(Kthulhut)
- 크튈라(Cthylla), 크툴루의 비밀의 씨앗
- 툴챠(Tulzscha), 녹색 불꽃
- 하스터(Hastur), 말할 수 없는 자, 이름이 불리면 안 되는 존재